# Lista över ledamöter av Ålands lagting 2023–2027
Lista över ledamöter av Ålands lagting, mandatperioden 2023-2027. Det nya lagtinget tillträdde för mandatperioden 1 november 2023.

## Nuvarande ledamöter
Nedan följer en lista över nuvarande lagtingsledamöter samt tjänstgörande ersättare.
| Ledamot                  | Parti | Parti              | Tillträdde       | Ersättare för    |
| ------------------------ | ----- | ------------------ | ---------------- | ---------------- |
| Sandra Listherby         |       | Liberalerna        | 1 november 2023  |                  |
| Peter Lindbäck           |       | Liberalerna        | 1 november 2023  |                  |
| John Holmberg            |       | Liberalerna        | 1 november 2023  |                  |
| Simon Påvals             |       | Liberalerna        | 1 november 2023  |                  |
| Anders Ekström           |       | Liberalerna        | 1 november 2023  |                  |
| Rainer Juslin            |       | Liberalerna        | 1 november 2023  |                  |
| Benny Pettersson         |       | Liberalerna        | 1 november 2023  |                  |
| Pernilla Söderlund       |       | Liberalerna        | 11 december 2023 | Katrin Sjögren   |
| Tony Asumaa              |       | Liberalerna        | 11 december 2023 | Ingrid Zetterman |
| Liz Mattsson             |       | Åländsk Center     | 1 november 2023  |                  |
| Roger Höglund            |       | Åländsk Center     | 11 december 2023 |                  |
| Harry Jansson            |       | Åländsk Center     | 11 december 2023 |                  |
| Jörgen Gustafsson        |       | Åländsk Center     | 1 november 2023  |                  |
| Robert Mansén            |       | Åländsk Center     | 1 november 2023  | Jesper Josefsson |
| Jörgen Pettersson        |       | Åländsk Center     | 1 november 2023  | Annika Hambrudd  |
| Veronica Thörnroos       |       | Pro Åland          | 11 december 2023 |                  |
| Stellan Egeland          |       | Obunden samling    | 1 november 2023  |                  |
| Marcus Måtar             |       | Obunden samling    | 1 november 2023  |                  |
| Christian Wikström       |       | Obunden samling    | 8 december 2023  |                  |
| Johan Lindström          |       | Obunden samling    | 1 november 2023  |                  |
| Andreas Kanborg          |       | Obunden samling    | 1 november 2023  |                  |
| Nina Fellman             |       | Socialdemokraterna | 1 november 2023  |                  |
| Jessy Eckerman           |       | Socialdemokraterna | 1 november 2023  |                  |
| Mogens Lindén            |       | Grön vänster       | 1 november 2023  |                  |
| Henrik Löthman           |       | Socialdemokraterna | 11 december 2023 | Camilla Gunell   |
| Wille Valve              |       | Moderat samling    | 1 november 2023  |                  |
| Annette Holmberg-Jansson |       | Moderat samling    | 11 december 2023 |                  |
| Mika Nordberg            |       | Moderat samling    | 1 november 2023  |                  |
| Anders Holmberg          |       | Moderat samling    | 1 november 2023  |                  |
| Alfons Röblom            |       | Hållbart initiativ | 1 november 2023  |                  |

*Veronica Thörnroos tillhörde fram till 11 mars 2024 Åländsk Center.

## Tidigare lagtingsledamöter

### Lagtingsledamöter som frånträtt
Enligt 2 kap. 7 § Lagtingsordningen ska lagtingsledamot som utnämnts till medlem i Landskapsregeringen genast frånträda sitt uppdrag som ledamot och en ersättare träda in i dennes ställe. Nedan följer en lista över de medlemmar i landskapsregeringen, samt vem som ersätter dem.
| Ledamot          | Parti | Parti              | Frånträdde       | Minister                                          | Ersättare          |
| ---------------- | ----- | ------------------ | ---------------- | ------------------------------------------------- | ------------------ |
| Katrin Sjögren   |       | Liberalerna        | 11 december 2023 | Lantråd                                           | Pernilla Söderlund |
| Ingrid Zetterman |       | Liberalerna        | 11 december 2023 | Kansliminister                                    | Tony Asumaa        |
| Jesper Josefsson |       | Åländsk Center     | 11 december 2023 | Närings- och miljöminister                        | Robert Mansén      |
| Annika Hambrudd  |       | Åländsk Center     | 1 november 2023  | Vice lantråd samt kultur- och utbildningsminister | Jörgen Pettersson  |
| Camilla Gunell   |       | Socialdemokraterna | 11 december 2023 | Infrastruktur- och klimatminister                 | Henrik Löthman     |
| Arsim Zekaj      |       | Socialdemokraterna | *                | Social- och hälsovårdsminister                    | Henrik Löthman*    |

*Arsim Zekaj är första ersättare för Socialdemokraterna, men på grund av hans utnämning till minister hann han inte tjänstgöra som lagtingsledamot. 

### Ersättare som tjänstgjort
Den nya landskapsregeringen tillträdde 11 december 2023. Innan dess tjänstgjorde ett antal ersättare i ministrars ställe, som sedan dess slutat tjänstgöra. Nedan följer en lista över dem. 
| Ersättare       | Parti | Parti              | Tillträdde      | Avgick           | Ersatte                  |
| --------------- | ----- | ------------------ | --------------- | ---------------- | ------------------------ |
| Mikael Lindholm |       | Åländsk Center     | 1 november 2023 | 11 december 2023 | Harry Jansson            |
| Tom Forsbom     |       | Moderat samling    | 1 november 2023 | 11 december 2023 | Annette Holmberg-Jansson |
| Irene Mattsson  |       | Obunden samling    | 1 november 2023 | 8 december 2023  | Christian Wikström       |
| Aino Waller     |       | Hållbart Initiativ | 4 november 2024 | 31 januari 2025  | Alfons Röblom            |

### Ledamöter som avgått
Ingen lagtingsledamot har i december 2023 avgått.